# Coppa Italia (calcio a 5)
La Coppa Italia è la coppa nazionale italiana di calcio a 5. Si tiene a cadenza annuale ininterrottamente dal 1986 ed è organizzata dalla LND-Divisione Calcio a 5. Dalla stagione 2003-04 la competizione è articolata in un torneo a otto squadre giocato in sede unica con incontri a eliminazione diretta (final eight).

## Storia
La Coppa Italia fu istituita due anni dopo il campionato italiano di calcio a 5; le edizioni degli anni 1980 furono appannaggio dei club capitolini Circolo Canottieri Aniene (1986 e 1987), EUR Olimpia Roma (1988) e Roma RCB (1989 e 1990). La prima metà del decennio successivo è letteralmente dominata dal Torrino capace di vincere cinque titoli consecutivi, stabilendo un record tuttora ineguagliato. Nel 1996 il Torino è la prima squadra non romana a vincere la Coppa, riuscendo a ripetersi anche nell'edizione seguente ma non nel 1998, quando è superata dalla Lazio per 2-4 nella prima finale giocata in gara unica.
I biancocelesti si confermano anche nella stagione seguente e nel 2003, cedendo quindi il passo ad altre formazioni emergenti: Genzano (2000), Augusta (2001) e Prato (2002 e 2004). La sorprendente affermazione del Nepi nella finale del 2005 - a discapito del più quotato Arzignano - è l'ultimo trofeo che la regione esprimerà fino al 2011, ponendo fine a un'egemonia dalla durata ventennale.
La vittoria della Coppa Italia 2005-06 segna infatti l'inizio del ciclo di vittorie della Luparense; in appena un decennio la formazione veneta fa incetta di trofei che la incoronano come società più titolata della disciplina a livello nazionale. L'edizione seguente è però vinta dal Montesilvano che grazie a una rete di Júnior supera in finale per 1-0 proprio i lupi. La coppa sosta un solo anno in Abruzzo e già con l'edizione successiva riprende la strada per il Veneto dove resterà per tre anni grazie alle vittorie di Luparense, Arzignano e Marca. La formazione trevigiana arriva in finale anche nel 2011 ma questa volta a fare propria la Coppa è la Lazio che conquista il proprio quarto trofeo a otto anni dal terzo titolo.
Nell'edizione 2012 la Luparense affronta in finale la rivelazione Asti e sono proprio i piemontesi ad aggiudicarsi a sorpresa il torneo sconfiggendo i veneti per 4-3; l'edizione seguente i lupi si rifanno sbarazzandosi in finale della matricola Cogianco Genzano e conquistando il proprio terzo trofeo. Rinforzato dall'arrivo di molti giocatori del Montesilvano, nel 2014 è l'Acqua e Sapone a vincere la Coppa Italia, mentre nel 2015 è l'Asti a cogliere il secondo successo, avendo la meglio del Pescara al termine di una finale spettacolare: nel 2015, invece, gli abruzzesi sconfiggono gli astigiani. L'anno successivo, gli adriatici bissano il successo della stagione precedente, sconfiggendo la Luparense. Anche nei due anni successivi la Coppa Italia rimase in Abruzzo, con i trionfi dell'Acqua e Sapone del 2018 e del 2019.

## Evoluzione
Con la nascita della Coppa Italia di Serie B (1998-99) e di Serie A2 (1999-00), dall'edizione 1999-00 la Coppa Italia è riservata esclusivamente alle squadre iscritte alla Serie A. Dall'edizione 2003-04 a quella 2017-18 la partecipazione è stata limitata alle migliori otto squadre al termine del girone di andata della stagione regolare. Sempre a partire dall'edizione 2003-04, la fase finale della manifestazione, articolata fino ad allora in una final four che prevedeva la disputa di semifinali e finale in una sede unica, è stata allargata ai quarti di finale nella cosiddetta final eight.
- Dalla Coppa Italia 1999-00 alla Coppa Italia 2001-02 e dalla Coppa Italia 2022-23 alla Coppa Italia 2023-24: 16 squadre (5 edizioni – final4)
- Coppa Italia 2002-03: 14 squadre (1 edizione – final4)
- Dalla Coppa Italia 2003-04 alla Coppa Italia 2017-18, 2019-20 (non disputata) e Coppa Italia 2021-22: 8 squadre (17 edizioni – final8)
- Coppa Italia 2018-19: 12 squadre (1 edizione – final8)
- Coppa Italia 2020-21: 14 squadre (1 edizione – final8)

## Albo d'oro

### Qualificazioni (1985-2003)
| Edizione  | Vincitore         | Finalista | Dettagli finale       | Dettagli finale | Dettagli finale            |
| Edizione  | Vincitore         | Finalista | Luogo                 | Data            | Risultato                  |
| --------- | ----------------- | --------- | --------------------- | --------------- | -------------------------- |
| 1985-1986 | Canottieri Aniene | -         | -                     | -               | -                          |
| 1986-1987 | Canottieri Aniene | -         | -                     | -               | -                          |
| 1987-1988 | EUR Olimpia Roma  | -         | -                     | -               | -                          |
| 1988-1989 | Roma RCB          | -         | -                     | -               | -                          |
| 1989-1990 | Roma RCB          | -         | -                     | -               | -                          |
| 1990-1991 | Torrino           | -         | -                     | -               | -                          |
| 1991-1992 | Torrino           | -         | -                     | -               | -                          |
| 1992-1993 | Torrino           | Ladispoli | Roma                  | ?               | Torrino-Ladispoli 3-1      |
| 1992-1993 | Torrino           | Ladispoli | Ladispoli             | 11 maggio 1993  | Ladispoli-Torrino 2-1      |
| 1993-1994 | Torrino           | -         | -                     | -               | -                          |
| 1994-1995 | Torrino           | -         | -                     | -               | -                          |
| 1995-1996 | Torino            | BNL Roma  | Torino                | ?               | ITCA Torino - BNL 5-4      |
| 1995-1996 | Torino            | BNL Roma  | Roma                  | ?               | BNL Roma - ITCA Torino 1-2 |
| 1996-1997 | Torino            | Lazio     | Roma                  | ?               | Lazio - ITCA Torino 1-2    |
| 1996-1997 | Torino            | Lazio     | Torino                | ?               | ITCA Torino - Lazio 6-5    |
| 1997-1998 | Lazio             | Torino    | Torino PalaRuffini    | 21 aprile 1998  | Lazio-Torino 4-2           |
| 1998-1999 | Lazio             | Prato     | Roma PalaTiziano      | 27 aprile 1999  | Lazio-Prato 8-4            |
| 1999-2000 | Genzano           | Augusta   | Genzano PalaCesaroni  | 11 aprile 2000  | Genzano-Augusta 8-7 (dcr)  |
| 2000-2001 | Augusta           | Prato     | Augusta PalaJonio     | 27 marzo 2001   | Augusta-Prato 7-3          |
| 2001-2002 | Prato             | BNL Roma  | Prato EstraForum      | 9 aprile 2002   | Prato-BNL Roma 3-2 (dts)   |
| 2002-2003 | Lazio             | Prato     | Pescara PalaRigopiano | 30 aprile 2003  | Lazio-Prato 6-5 (dts)      |

### Final eight (2003-2022)
| Edizione  | Vincitore                                                                                          | Finalista                                                                                          | Dettagli finale                              | Dettagli finale  | Dettagli finale                |
| Edizione  | Vincitore                                                                                          | Finalista                                                                                          | Luogo                                        | Data             | Risultato                      |
| --------- | -------------------------------------------------------------------------------------------------- | -------------------------------------------------------------------------------------------------- | -------------------------------------------- | ---------------- | ------------------------------ |
| 2003-2004 | Prato                                                                                              | Montesilvano                                                                                       | Foligno Palazzo dello Sport                  | 1º marzo 2004    | Prato-Montesilvano 4-2 (dts)   |
| 2004-2005 | Nepi                                                                                               | Arzignano                                                                                          | Conversano Pala San Giacomo                  | 18 aprile 2005   | Nepi-Arzignano 8-6 (dcr)       |
| 2005-2006 | Luparense                                                                                          | Roma                                                                                               | Catanzaro PalaGallo                          | 6 febbraio 2006  | Roma-Luparense 3-5             |
| 2006-2007 | Montesilvano                                                                                       | Luparense                                                                                          | Aci Castello PalaCannizzaro                  | 19 marzo 2007    | Montesilvano-Luparense 1-0     |
| 2007-2008 | Luparense                                                                                          | Augusta                                                                                            | Aci Castello PalaCannizzaro                  | 11 febbraio 2008 | Luparense-Augusta 2-1          |
| 2008-2009 | Arzignano                                                                                          | Luparense                                                                                          | Conegliano Zoppas Arena                      | 16 febbraio 2009 | Luparense-Arzignano 6-7 (dcr)  |
| 2009-2010 | Marca                                                                                              | Napoli Vesevo                                                                                      | Padova PalaFabris                            | 8 marzo 2010     | Marca-Napoli Vesevo 3-2        |
| 2010-2011 | Lazio                                                                                              | Marca                                                                                              | Padova PalaFabris                            | 13 marzo 2011    | Marca-Lazio 2-3 (dts)          |
| 2011-2012 | Asti                                                                                               | Luparense                                                                                          | Padova PalaFabris                            | 11 marzo 2012    | Luparense-Asti 3-4             |
| 2012-2013 | Luparense                                                                                          | Cogianco                                                                                           | Pescara Palasport Giovanni Paolo II          | 3 marzo 2013     | Cogianco Genzano-Luparense 1-3 |
| 2013-2014 | Acqua e Sapone                                                                                     | Lazio                                                                                              | Pescara Palasport Giovanni Paolo II          | 13 marzo 2014    | Lazio-Acqua&Sapone 1-3         |
| 2014-2015 | Asti                                                                                               | Pescara                                                                                            | Pescara Palasport Giovanni Paolo II          | 1º marzo 2015    | Pescara-Asti 5-6 (dts)         |
| 2015-2016 | Pescara                                                                                            | Asti                                                                                               | Pescara Palasport Giovanni Paolo II          | 6 marzo 2016     | Pescara-Asti 3-2 (dcr)         |
| 2016-2017 | Pescara                                                                                            | Luparense                                                                                          | Pescara Palasport Giovanni Paolo II          | 26 marzo 2017    | Pescara-Luparense 5-4          |
| 2017-2018 | Acqua e Sapone                                                                                     | Luparense                                                                                          | Pesaro PalaCampanara                         | 25 marzo 2018    | Luparense-Acqua&Sapone 1-3     |
| 2018-2019 | Acqua e Sapone                                                                                     | Italservice                                                                                        | Faenza PalaCattani                           | 24 marzo 2019    | Italservice-Acqua&Sapone 0-1   |
| 2019-2020 | Titolo non assegnato a causa dello stop dell'attività agonistica dovuto alla pandemia di COVID-19. | Titolo non assegnato a causa dello stop dell'attività agonistica dovuto alla pandemia di COVID-19. | Faenza PalaCattani                           | 29 marzo 2020    |                                |
| 2020-2021 | Italservice                                                                                        | Feldi Eboli                                                                                        | Rimini RDS Stadium                           | 25 aprile 2021   | Italservice-Feldi Eboli 5-3    |
| 2021-2022 | Italservice                                                                                        | Olimpus Roma                                                                                       | Salsomaggiore Terme Sky Emilia-Romagna Arena | 27 marzo 2022    | Olimpus Roma-Italservice 1-2   |

### Qualificazioni + Final four (2022-2024)
| Edizione  | Vincitore         | Finalista    | Dettagli finale     | Dettagli finale | Dettagli finale                     |
| Edizione  | Vincitore         | Finalista    | Luogo               | Data            | Risultato                           |
| --------- | ----------------- | ------------ | ------------------- | --------------- | ----------------------------------- |
| 2022-2023 | Real San Giuseppe | Italservice  | Napoli PalaVesuvio  | 26 marzo 2023   | Real San Giuseppe - Italservice 3-1 |
| 2023-2024 | Napoli            | Olimpus Roma | Policoro PalaErcole | 24 marzo 2024   | Napoli - Olimpus Roma 6-3           |

### Final eight (2024-attuale)
| Edizione  | Vincitore   | Finalista       | Dettagli finale   | Dettagli finale | Dettagli finale                   |
| Edizione  | Vincitore   | Finalista       | Luogo             | Data            | Risultato                         |
| --------- | ----------- | --------------- | ----------------- | --------------- | --------------------------------- |
| 2024-2025 | Feldi Eboli | Ecocity Genzano | Jesi PalaTriccoli | 23 marzo 2025   | Ecocity Genzano - Feldi Eboli 2-4 |

## Vittorie per squadra
| Squadra           | Vittorie | Anni                         |
| ----------------- | -------- | ---------------------------- |
| Torrino           | 5        | 1991, 1992, 1993, 1994, 1995 |
| Lazio             | 4        | 1998, 1999, 2003, 2011       |
| Luparense         | 3        | 2006, 2008, 2013             |
| Acqua e Sapone    | 3        | 2014, 2018, 2019             |
| Canottieri Aniene | 2        | 1986, 1987                   |
| Roma RCB          | 2        | 1989, 1990                   |
| Torino            | 2        | 1996, 1997                   |
| Prato             | 2        | 2002, 2004                   |
| Asti              | 2        | 2012, 2015                   |
| Pescara           | 2        | 2016, 2017                   |
| Italservice       | 2        | 2021, 2022                   |
| EUR Olimpia Roma  | 1        | 1988                         |
| Genzano           | 1        | 2000                         |
| Augusta           | 1        | 2001                         |
| Nepi              | 1        | 2005                         |
| Montesilvano      | 1        | 2007                         |
| Arzignano         | 1        | 2009                         |
| Marca             | 1        | 2010                         |
| Real San Giuseppe | 1        | 2023                         |
| Napoli            | 1        | 2024                         |
| Feldi Eboli       | 1        | 2025                         |

## Marcatori
Di seguito viene riportata, in ordine cronologico, la sequenza dei giocatori che hanno vinto la classifica dei marcatori della Coppa Italia a partire dalla stagione 2003-2004 (introduzione della formula final eight):
| Stagione  | Giocatore                                                                                                | Squadra                                                                                                  | Reti |
| --------- | --- | --- | --- |
| 2003-2004 | Gustavo Barbona, Diego Giustozzi, Eduardo Morgado, Leandro Simi                                          | Montesilvano Perugia                                                                                     | 3 |
| 2004-2005 | Vander Carioca                                                                                           | Arzignano                                                                                                | 4 |
| 2005-2006 | Fernando Grana, Denilson Manzali                                                                         | Luparense Lazio                                                                                          | 4 |
| 2006-2007 | Jader Fornari, Nilson, Patrick Nora                                                                      | Bisceglie Augusta Luparense                                                                              | 4 |
| 2007-2008 | Fernando Grana, Kaká                                                                                     | Luparense Augusta                                                                                        | 3 |
| 2008-2009 | Rodrigo Bizzarri, Humberto Honorio, Jonas                                                                | Arzignano Luparense Arzignano                                                                            | 3 |
| 2009-2010 | Cristian Borruto, Patrick Nora                                                                           | Montesilvano Marca                                                                                       | |
| 2010-2011 | Patrick Nora, Alessandro Patias                                                                          | Marca | |
| 2011-2012 | Alessandro Patias                                                                                        | Asti | 6 |
| 2012-2013 | Mauro Canal, Maurício, Rogério                                                                           | Luparense Cogianco Luparense                                                                             | 3 |
| 2013-2014 | Vinícius Bacaro                                                                                          | Lazio | 4 |
| 2014-2015 | Vinícius Bacaro                                                                                          | Asti | 4 |
| 2015-2016 | Mauro Canal                                                                                              | Pescara                                                                                                  | 5 |
| 2016-2017 | Mancuso, Matías Rosa                                                                                     | Luparense Pescara                                                                                        | 4 |
| 2017-2018 | Rafinha                                                                                                  | Luparense                                                                                                | 3 |
| 2018-2019 | Leandro Cuzzolino                                                                                        | Acqua e Sapone                                                                                           | 5 |
| 2019-2020 | Torneo non disputato a causa dell'interruzione dell'attività agonistica dovuto alla pandemia di COVID-19 | Torneo non disputato a causa dell'interruzione dell'attività agonistica dovuto alla pandemia di COVID-19 | Torneo non disputato a causa dell'interruzione dell'attività agonistica dovuto alla pandemia di COVID-19 |
| 2020-2021 | Cristian Borruto                                                                                         | Italservice                                                                                              | 7 |
| 2021-2022 | Caio Junior                                                                                              | Olimpus Roma                                                                                             | 3 |
| 2022-2023 | André Fantecele, Oitomeia, Alessandro Patias                                                             | Feldi Eboli Petrarca Real San Giuseppe                                                                   | 3 |
| 2023-2024 | Marcelinho                                                                                               | Olimpus Roma                                                                                             | 9 |